# 埃格雷蒙特
埃格雷蒙特（英文：Egremont）是一個位於加拿大亞伯達省中亞伯達地區索爾希德縣的一個農莊，位於亞伯達省28號公路東南側2（1.2英里）；於薩斯喀徹溫堡北側約37（23英里）。命稱源自於一個位於英國英格蘭坎布里亞郡的埃格雷蒙特。

## 資料來源
1. 1 2  Government of Canada, Statistics Canada. . www150.statcan.gc.ca. 2022年2月9日  [2022年2月22日]. （原始内容存档于2022年2月10日）.
2. ↑   (PDF).   [2022-02-22]. （原始内容存档 (PDF)于2022-02-03）.
3. ↑  Thorhild and District Historical Society. . 1985: 10  [2022-02-22]. （原始内容存档于2015-09-24）.